# Saprosites declivis
Saprosites declivis är en skalbaggsart som beskrevs av Schmidt 1911. Saprosites declivis ingår i släktet Saprosites och familjen Aphodiidae. Inga underarter finns listade i Catalogue of Life.